# 克拉維格利亞達斯峰
46°49′50.5″N 10°9′7.6″E / 46.830694°N 10.152111°E
克拉維格利亞達斯峰（Piz da las Clavigliadas），是瑞士的山峰，位於該國東南部，由格勞賓登州負責管轄，屬於薩姆瑙恩阿爾卑斯山脈的一部分，海拔高度2,983米，每年平均降雨量1,367毫米。